# Weddellhavet
Weddellhavet er en stor bugt i Sydishavet, mellem den Antarktiske halvø i vest og Dronning Maud Land i øst. Den sydligste del af bugten (fra 75 til 78°S) er dækket af Filchner-Ronne isbræmmen). Weddellhavet ligger dels i den britiske, dels i den argentinske sektor af Antarktis. Weddellhavet har et areal på omkring 2,8 millioner km².
Weddellhavet er opkaldt efter den britiske kaptajn James Weddell, der opdagede området i 1823, da han under en ekspedition sejlede så langt sydpå som 74° sydlig bredde.
75°S 45°V / 75°S 45°V